# 鄧達斯 (伊利諾伊州)
鄧達斯（英語：Dundas）是位於美國伊利諾伊州里奇蘭縣的一個非建制地區。該地的面積和人口皆未知。

## 地理
鄧達斯的座標為38°50′06″N 88°05′06″W / 38.83500°N 88.08500°W，而該地的平均海拔高度為144米（即472英尺）。